# قلعه عباس
قلعه عباس، روستایی از توابع بخش مرکزی شهرستان قوچان در استان خراسان رضوی ایران است.
روستایی‌ست با آب و هوایی سرد و خشک در کنار کوهستان با لهجه کردی. اکثر مردم این روستا به دامداری و کشاورزی مشغولند و مردم روستا به زبان کردی کرمانجی سخن می گویند و انگور تولیدی این روستا دارای کیفیت فراخور بازارهای داخل و خارج است. این روستا در منطقه هودانلو ، دهستان سودلانه از بخش مرکزی شهرستان قوچان در 100 کیلومتری مشهد واقع شده‌است . این روستا دارای مدرسه ، راه جاده آسفالت ، مرکز مخابرات روستایی ، آب لوله کشی ، برق و چشمه ، گرمابه ، مسجد ، زمین خاکی فوتبال ، استخر ذخیره آب است . 
جاده روستایی تا خود روستا آسفالت است و روستاهای اطراف آن ینگه قلعه ، دولو ، کلر ، قشلاق است .
از اشخاص برجسته این روستا مخترع آقای سعید رمضانی قلعه عباس رتبه ۳ کنکور و مخترع و عضو انجمن مخترعین و نخبگان ایران و ساکن مشهد است

## جمعیت
این روستا در دهستان سودلانه قرار داشته و بر اساس سرشماری سال 1390 جمعیت آن 203 نفر (57 خانوار)
بوده‌است.